# فضول (فیلم)
فضول (انگلیسی: Il ficcanaso) یک فیلم جالو کمدی ایتالیایی به کارگردانی برونو کوربوچی است که در سال ۱۹۸۱ منتشر شد.

## بازیگران
- پیپو فرانکو
- ادویژ فنش
- پینو کاروسو
- لورا تروسچل
- سرجو لئوناردی
- لوک مرندا
- رنتسو رینالدی